# Нала (Король Лев)
Нала (англ. Nala) — персонаж мультфильма «Король Лев». В фильме Налу озвучивали актёры: Никета Калам (маленькую) и Мойра Келли (взрослую); вокальные номера персонажа исполняли: Лора Уильямс (маленькая) и Салли Дворски (взрослая).

## Создание персонажа
Сценарист Линда Вулвертон задумала Налу «как часть постепенного прогресса… которое привело к недавнему публичному разговору о том, что молодые девушки должны ожидать от своих кинематографических образцов для подражания». В ранних версиях сценария у Налы есть младший брат по имени Мхиту, который любит сопровождать её и Симбу в их приключениях. Произносимое как «я тоже», имя персонажа является отсылкой к этой черте личности. Симба должен был спасти её от гну, и Нала должна была защитить Мхиту от Шрама. У Налы также была подруга, лисица по имени Бхати. По словам Вулвертон, Мхиту и Бхати в конечном итоге были исключены из фильма, потому что их истории начали отвлекать от историй Симбы, в дополнение к сюжетному сюжету Мхиту-Шрама, что делало фильм слишком мрачным в сочетании со смертью Муфасы. В какой-то момент у Налы также был отец; персонаж также был удалён. Кроме того, в другом сценарии Сарафина (тогда её звали Наанда) была младшей сестрой Сараби, а Муфаса подразумевался как её помощник и, следовательно, отец Налы. Это значение было подвергнуто цензуре в окончательном проекте, так как это привело бы к инцесту между Симбой и Налой как сводными братом и сестрой, а также двоюродными братом и сестрой.
Поскольку «Король Лев» изначально был задуман как гораздо более зрелый и ориентированный на взрослых фильм, Нала должна была быть изгнана из Земель Прайда в качестве наказания за отказ от романтических ухаживаний Шрама. Эта идея должна была быть дополнительно изучена в песне Шрама «Be Prepared (Reprise)», во время которой Шрам требует, чтобы Нала стала его королевой, но музыкальный номер в конечном итоге был вырезан, потому что сцена считалась слишком «жуткими». Мэтью Рулетт из TheFW считает, что сцена была удалена из-за значительной разницы в возрасте между Налой и Шрамом.
У персонажа есть мать, имя которой никогда не упоминается в фильме; однако она указана как Сарафина во время финальных титров фильма. Кэндис Рассел из «Sun-Sentinel» считает, что Нала вносит свой вклад в историю любви фильма — «незаменимый фактор в мультипликационных фильмах Disney» — в дополнение к убеждению Симбу вернуться на Скалу Предков. Было отмечено, что, в отличие от трёх предыдущих мультфильсов Диснея («Русалочка» (1989), «Красавица и Чудовище» (1991) и Аладдин (1992), романтические отношения между Налой и Симбой не являются основным сюжетом фильма. Элла Серон из «Thought Catalog» отметила, что «по возвращении [Симбы] она тоже не самый дружелюбный котёнок… но готова упустить из виду своё собственное больное эго в духе их дружбы. Она верит в Симбу и не понимает, почему он не хочет бороться за своё право править».

## Появления

### Мультфильмы и телевидение
Молодая Нала дебютировала в мультфильме «Король Лев» (1994) в роли дочери Сарафины и лучшей подруги Симбы, которая часто сопровождает в его приключениях по Землям Прайда. Симба приглашает Налу посетить с ним Слоновье Кладбище, несмотря на приказы его отца Муфасы. Детёныши вскоре попадают в засаду Шензи, Банзая и Эда, троицы гиен, выбранных коварным дядей Симбы Шрамом, чтобы убить Симбу, чтобы улучшить свои собственные шансы стать королём, но в конечном итоге их спасает Муфаса. Однако на следующий день Нала опустошена, узнав от Шрама, что и Симба, и Муфаса погибли в ущелье. Когда Симба и Муфаса мертвы, Шрам узурпирует трон и становится королём и допускает гиен в Земли Прайда. Через несколько лет после тиранического правления Шрама, которое оставило королевство бесплодным и голодным, отчаянная Нала отправляется в джунгли в поисках помощи, где она пытается съесть бородавочника по имени Пумба; мало кто знает, что бородавочник на самом деле является другом Симбы, который, на самом деле жив и живёт с Тимоном и Пумбой. Защищая Пумбу от Налы, Симба узнает Налу, и они, наконец, воссоединяются, но потом ссорятся, почему Симба отказывается выполнять свои обязанности и вернуться домой. Узнав, что Симба в конечном итоге решил вернуться, Нала возвращается в Земли Прайда, чтобы помочь ему. Удивлённый, обнаружив Симбу живым, Шрам заставляет своего охваченного чувством вины племянника «признаться» прайду, что он несёт ответственность за смерть Муфасы, которая на самом деле была вызвана самим Шрамом, сбросив Муфасу со скалы в бегущее стадо антилоп. Узнав правду, Симба заставляет своего дядю признать свой поступок прайду, и начинается битва между львицами и армией гиен Шрама. Симба в конечном итоге побеждает Шрам и становится королём, а Нала становится его королевой.
В мультфильме «Король Лев 2: Гордость Симбы» (1998) Нала появляется в менее заметной роли королевы Земель Прайда и матери Киары, энергичной дочери её и Симбы. Нала отмечает, что Киара, которую Симба очень защищает, унаследовала мятежную личность своего отца и любовь к приключениям. Когда Киара дружит с сыном Зиры Кову, молодым львом из изгнанного прайда последователей Шрама, известной как Отщепенцы, Нала гораздо более терпима к их отношениям, чем Симба, и убеждает его дать Кову шанс проявить себя заслуживающим доверия. В конце фильма Нала принимает Кову своим зятем после того, как он женится на Киаре. В мультфильме «Король Лев 3: Хакуна матата» (2004), который вместо фокусируется на дружбе Тимона и Пумбы, роль Налы практически идентична роли её появления в «Короле Льве», потому что кинематографисты повторно использовали большую часть кадров персонажа из первого фильма.

### Мюзикл
В мюзикле «Король Лев» роль Налы сыграла тринидадско-американская певица Хизер Хедли. Её бродвейский дебют на первом прослушивании на роль оказался проблемой для певицы из-за её контракта с мюзиклом «Ragtime», от которого её агент освободил её. Режиссёр Джули Теймор чувствовала, что путешествие Налы в фильме было недостаточно развитым и одним из более слабых элементов истории, и поэтому решила «укрепить» повествование персонажа для Бродвея.
Её роль в мюзикле остаётся такой же, как и в фильме, за исключением сцены, где во время песни «The Madness of King Scar» Нала приходит к Шраму, чтобы призвать его сделать что-то с засухой в Землях Прайда, но Шрам попытался соблазнить её стать его королевой и матерью его детей. Нала отказывается, так как она уже была обручена с Симбой и бежит из Земель Прайда, чтобы найти помощь.